# Barbudo
Barbudo ist ein Ort und eine ehemalige Gemeinde (Freguesia) im Norden Portugals.
Barbudo gehört zum Kreis Vila Verde im Distrikt Braga. Die Gemeinde hatte eine Fläche von 4,4 km² und 2400 Einwohner (Stand 30. Juni 2011).
Am 29. September 2013 wurden die Gemeinden Barbudo und Vila Verde zur neuen Gemeinde Vila Verde e Barbudo zusammengeschlossen.